# Fertőhomok
Fertőhomok (em alemão: Amhagen; croata: Umok) é um município da Hungria, situado no condado de Győr-Moson-Sopron. Tem 12,61 km² de área e sua população em 2015 foi estimada em 696 habitantes.